# Apospasta sabulosa
Apospasta sabulosa là một loài bướm đêm trong họ Noctuidae.